# Edu (Nigéria)
Edu é uma área de governo local Local no Kwara (estado), Nigéria. Sua sede fica na cidade de Lafiagi.
Possui uma área de 2,542 km² e uma população de 201.642 no censo de 2006.
O código postal da área é 243.